# Marsdenia sessilifolia
Marsdenia sessilifolia là một loài thực vật có hoa trong họ La bố ma. Loài này được (E.Fourn.) Fontella mô tả khoa học đầu tiên năm 1970.